# 氧化锂
氧化鋰（Li
2O）是一種無機化合物，可透過鋰在空氣或氧氣中燃燒而得，過程中會伴隨生成少量的過氧化鋰。
4Li + O
2 → 2Li
2O
2Li + O
2 → Li
2O
2
高純度的Li
2O可由過氧化鋰(Li
2O
2)在450°C的熱分解中制得。 
2Li
2O
2 → 2Li
2O + O
2

## 製取

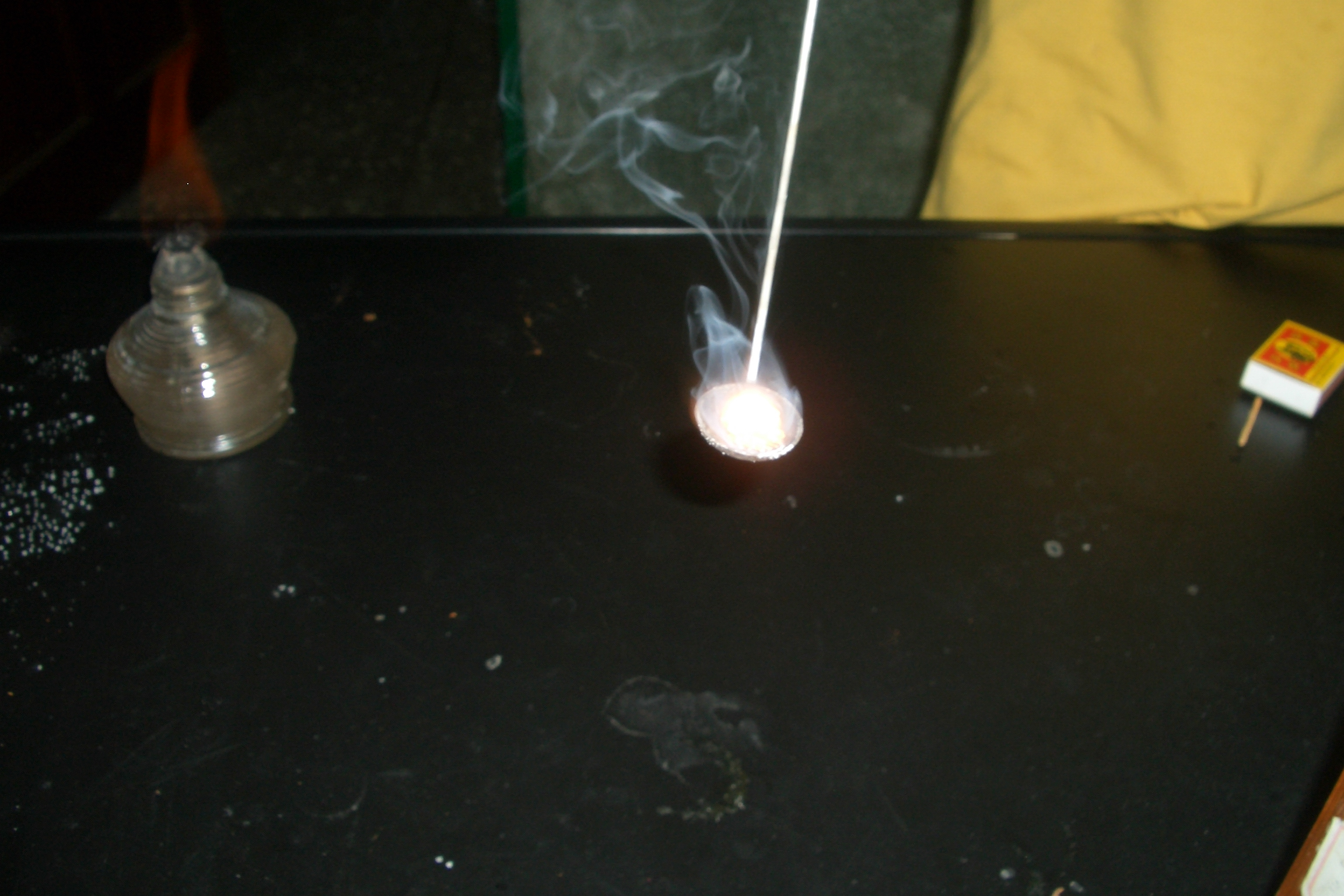
燃燒鋰金屬以產生氧化鋰

一般來說，氧化鋰是藉由锂在空气中燃燒而產生。由于锂的极化能力比较强，因此燃烧反应主要产物是氧化锂，只产生很少的过氧化锂。
{\displaystyle {\rm {4Li+O_{2}\rightarrow 2Li_{2}O\,}}}
氧化鋰也可以藉由在氦气流中加熱過氧化鋰至450℃而產生：
{\displaystyle {\rm {2Li_{2}O_{2}\rightarrow 2Li_{2}O+O_{2}\,}}}
在氢气氛中将铂舟中的碳酸锂、硝酸锂或氢氧化锂加热到800°C都可以製得氧化锂：
{\displaystyle {\rm {Li_{2}CO_{3}\rightarrow Li_{2}O+CO_{2}\,}}}
{\displaystyle {\rm {4LiNO_{3}\rightarrow 2Li_{2}O+4NO_{2}+O_{2}\,}}}
{\displaystyle {\rm {2LiOH\rightarrow Li_{2}O+H_{2}O\,}}}

## 结构
固态时，氧化锂为反萤石型结构，即氟化钙晶体结构中的Ca2+被O2−替代，F−被Li+替代。属面心格子，Li+为四面体配位，O2−为立方体配位，每个晶胞含有四个Li2O。
气态时，氧化锂以直线型的Li2O分子存在，Li－O键长与强离子键键长相近。这与价层电子对互斥理论所预测的角形分子不符。

## 化学性质
當氧化鋰溶於水後，可得到氫氧化鋰水溶液：
{\displaystyle {\rm {Li_{2}O+H_{2}O\rightarrow 2LiOH\,}}}
与酸性化合物反应则得到各种锂盐。高温下，氧化锂可以和许多金属氧化物（如氧化铜、氧化铁）和固态非金属氧化物（如三氧化二硼、二氧化硅）反应，这是氢氧化锂、碳酸锂和氧化锂助熔性质的基础。
氧化锂也可以被铝、硅还原为单质锂。